# ミカエル・アンカー
ミカエル・アンカー（ミケル・アンカーとも、Michael Peter Ancher、1849年6月9日 - 1927年9月19日）はデンマークの画家である。デンマーク最北端の町スケーエン(Skagen)に集まった画家たち、「スケーエン派」の代表的画家である。

## 略歴

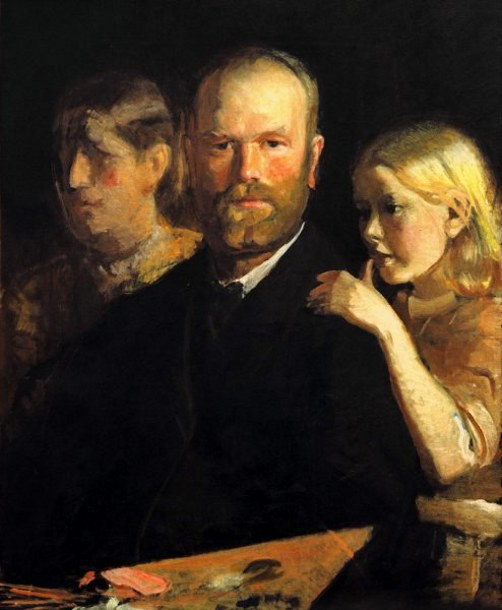
アンカーの自画像、(家族と) 　ミカエル・アンカー作［妻アンナと娘ヘルガのいる自画像］1891年頃

バルト海のデンマーク領の島、ボーンホルム島のRutskerで生まれた。島内の町、レネ（Rønne）で学ぶが貧しさから卒業しないで、16歳からユトランド東部のカルー(Kalø)で働き始めた。1865年の夏にKalø Vigを訪れた、デンマークの印象派の画家、テオドア・フィリップセン(Theodor Philipsen)やグロート(Vilhelm Groth)と出会ったことで画家を志すことになった。1871年に美術史家Julius Langesから勧められて、その秋美術学校に入学した。仲間の画家、カール・マッセン（Karl Madsen 1855-1938）に誘われて1874年に初めて スケーエンを訪れた。1875年に美術学校を止め、スケーエンで活動することになった。1880年に仲間の画家で、スケーエン出身のアンナ・アンカーと結婚した。
1880年代にスケーエンはフランス印象派に影響を受けて、戸外制作をする、デンマークや北欧の画家たちの集まる場所となったが、アンカーの画風はより古典的なものであった。
ミカエルとアンナが暮らした、家とアトリエは歴史的建造物、アンカーハウス（Anchers Hus）として、博物館となっている。娘のヘルガ・アンカー(Helga Ancher)も画家となった。
ミカエルとアンナのアンカー夫妻の肖像はデンマークで1998年から発行された1000クローネ紙幣（2004年に改変された紙幣にも）の図柄に採用された。

## ミカエル・アンカーの作品

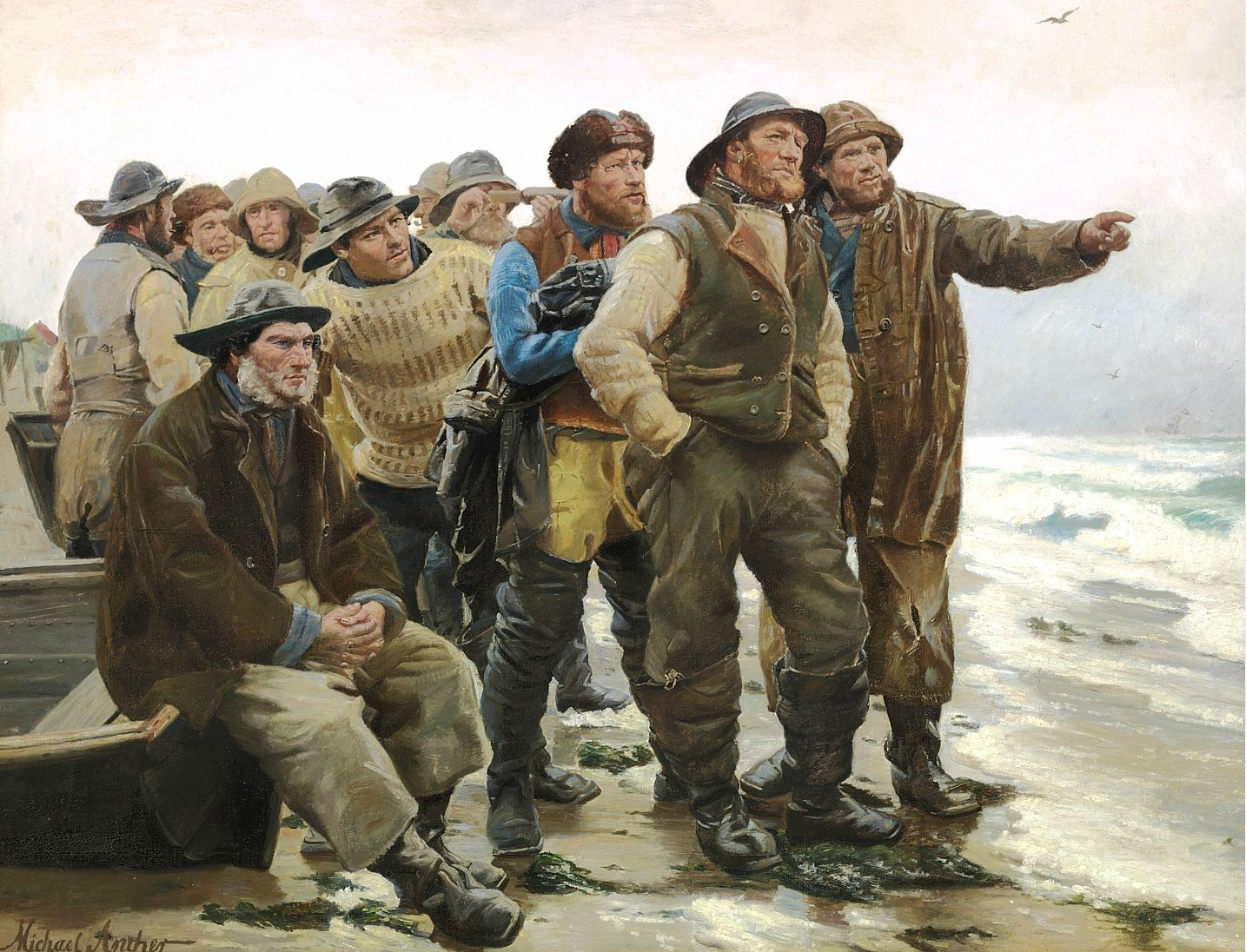
［奴は岬を回れるだろうか？］1880年頃
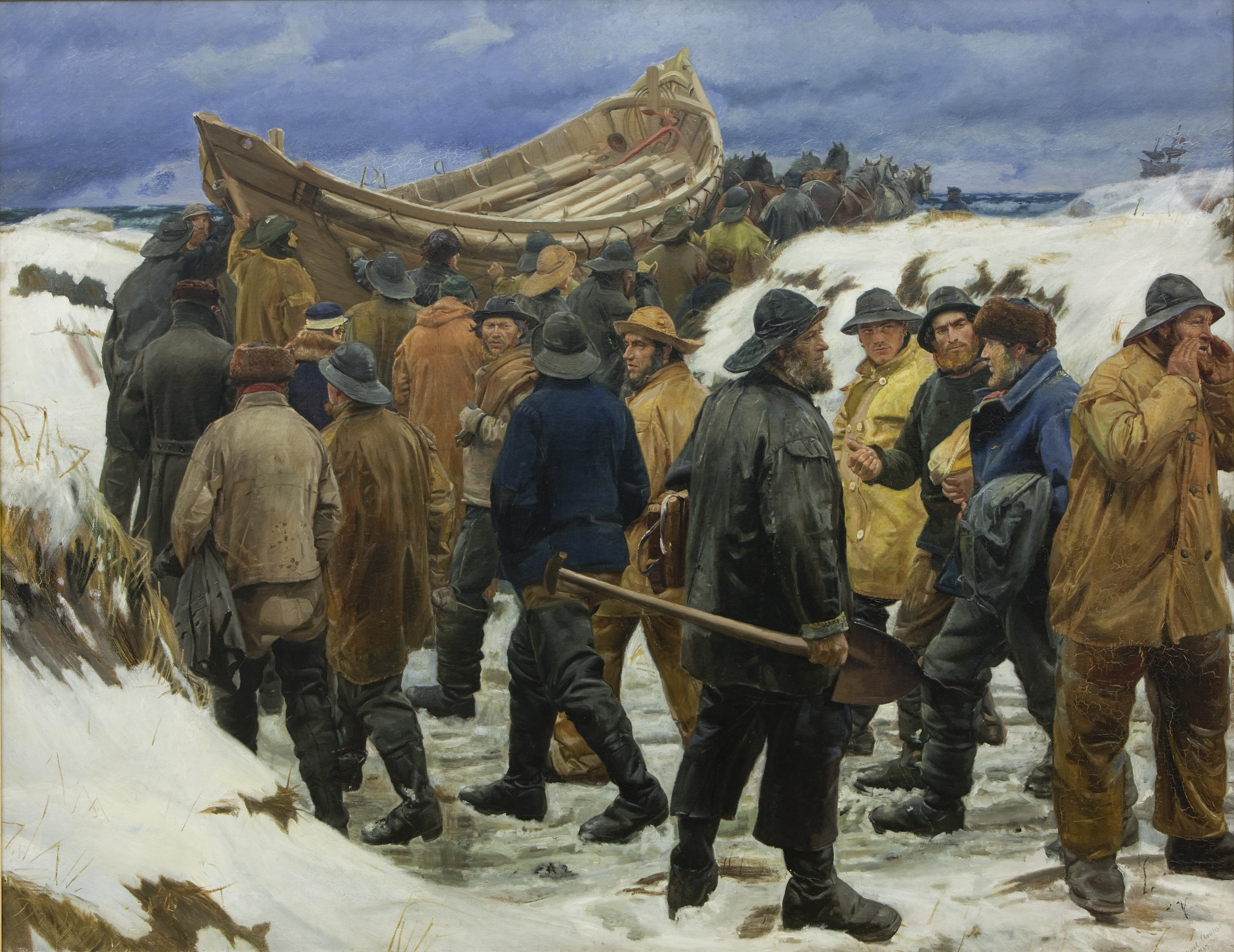
［救命艇は砂丘を駆け抜ける］1883年
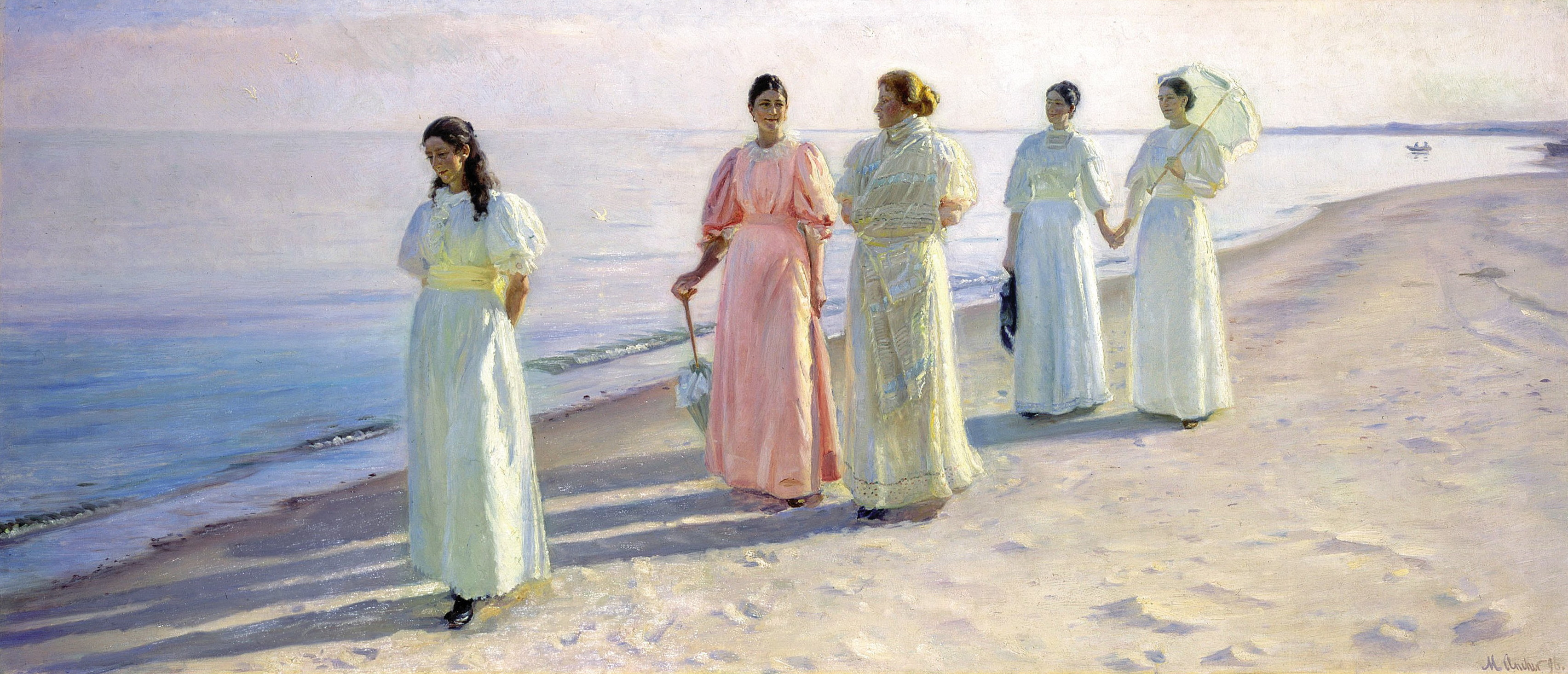
［海辺の散歩］1896年
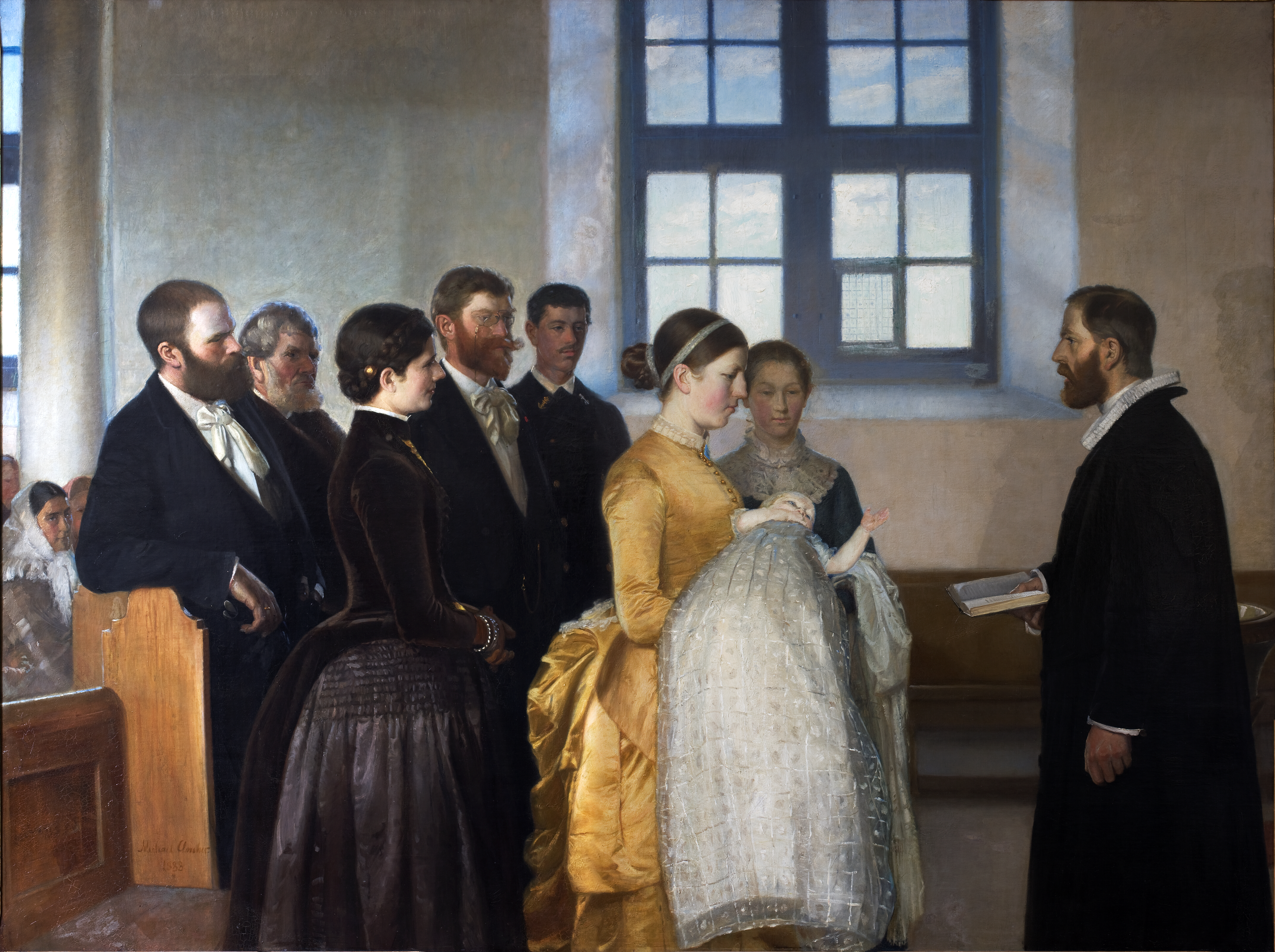
［洗礼］1883〜1888年
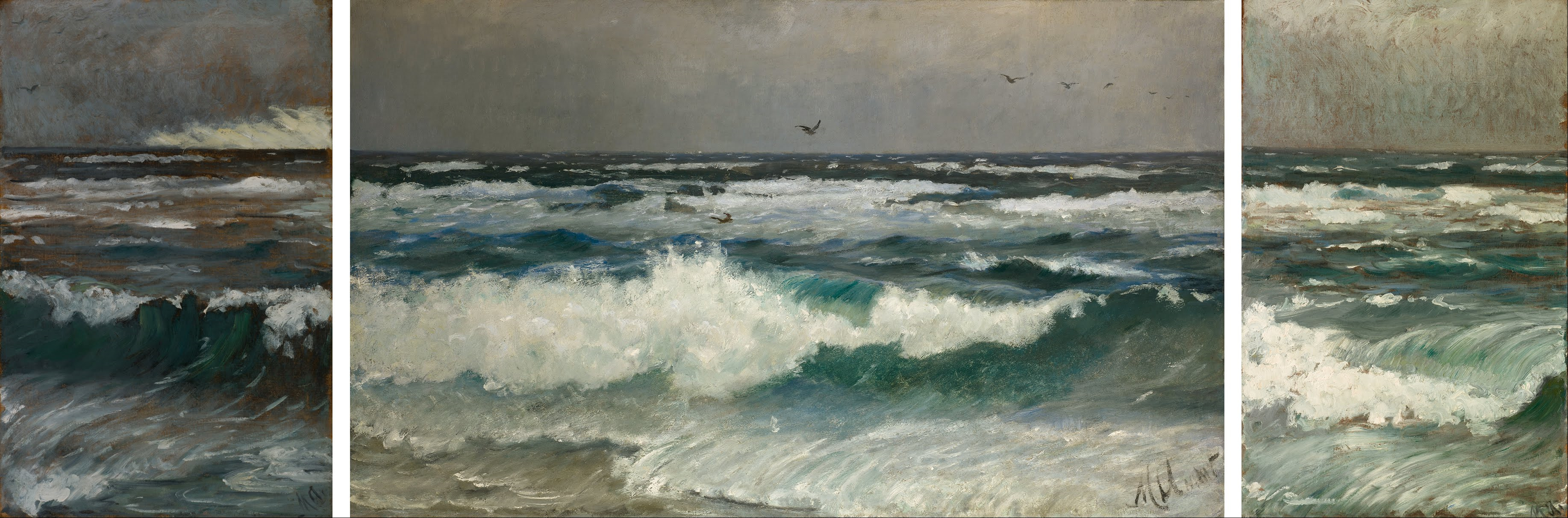
［海岸の浦波］1884年～1885年
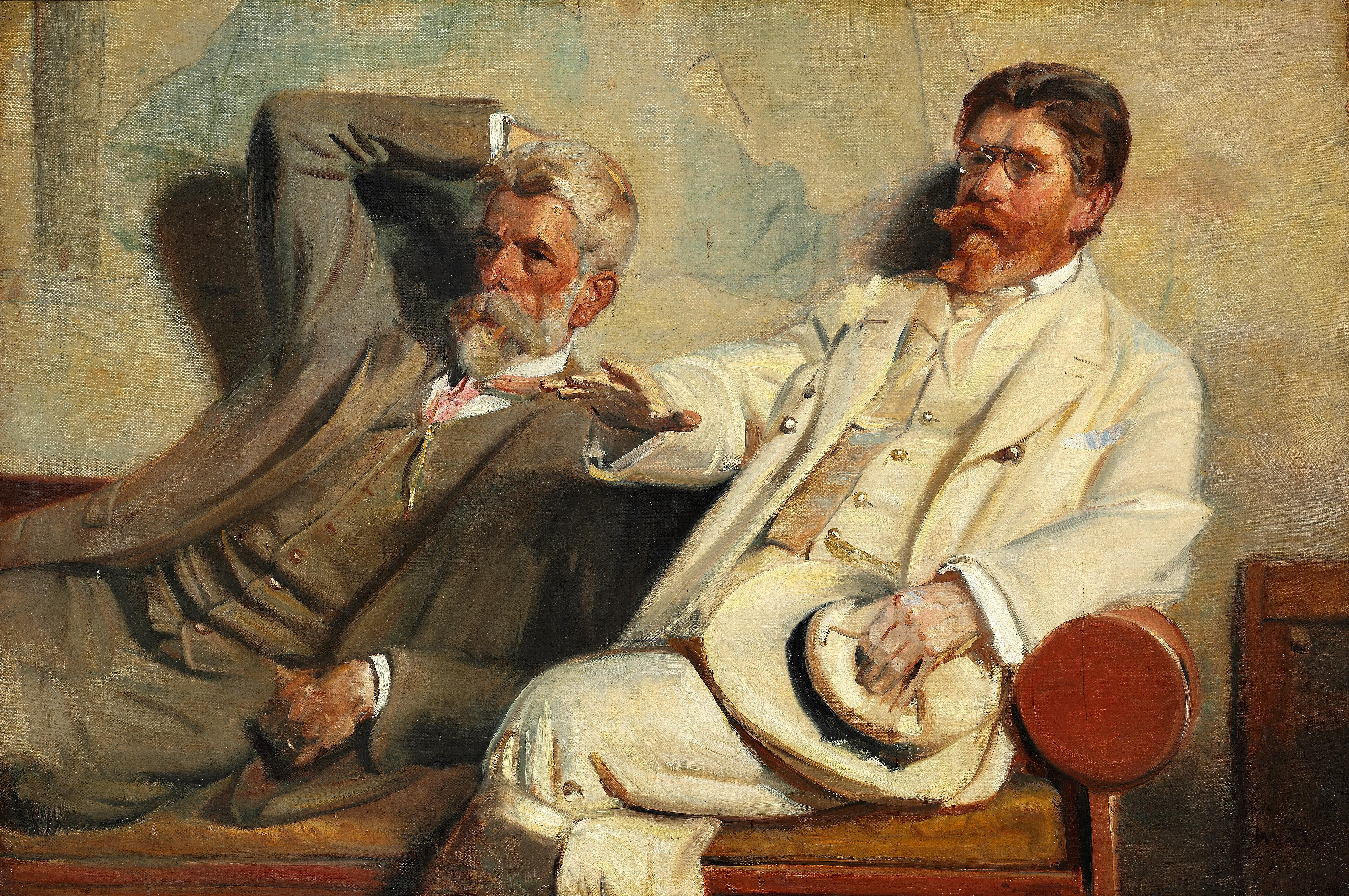
［作品批評］（習作）1906年頃